# In caduta libera come in un sogno
In caduta libera come in un sogno (Faller fritt som i en dröm) è un romanzo di Leif G. W. Persson pubblicato nel 2007, appartenente al filone del noir scandinavo.
Insieme ai precedenti Tra la nostalgia dell'estate e il gelo dell'inverno (2002) e Un altro tempo, un'altra vita (2003), compone la trilogia chiamata La caduta dello Stato Sociale.

## Opere derivate
Dal romanzo, insieme al precedente Tra la nostalgia dell'estate e il gelo dell'inverno, è stata tratta nel 2013 una miniserie TV svedese, En pilgrims död, con la regia di Kristoffer Nyholm e Kristian Petri.

## Edizioni
- (SV) Leif G. W. Persson, Faller fritt som i en dröm, Stoccolma, 2007, ISBN 9789100133641.

- Leif G. W. Persson, In caduta libera come in un sogno, traduzione di Giorgio Puleo, Venezia, Marsilio Editori, 2008, ISBN 978-88-317-9572-2.